# クイックバード
クイックバード（QuickBird）は高解像度のカメラを搭載した、デジタルグローブ社が所有する地球観測衛星の一つである。

## 概要
2008年までに完成が予定されていた3機の共同観測衛星の最初の1機として、2001年に打上げられた。クイックバードはボール・エアロスペースが開発した「地球撮影システム2000」を使用し、WorldView-1、WorldView-2、ジオアイ1号に次いで4番目に高い解像度の写真を撮影するが、画像サイズと搭載量は全機の中で最大である。60cmから70cmの解像度を持つパンクロマチックフィルム（白黒）の画像と、2.4mから2.8mの解像度を持つ多波長カメラの画像が撮影可能である。
この解像度により、建物や他の公共設備が容易に視認できるようになるが、車のナンバープレートを解読できるほどのものではない。撮影された画像は、地理情報システムのような遠隔測定画像処理ソフトに導入して分析することが可能である。またグーグル・アースやグーグル・マップのような地図作成ソフトの背景としても使用される。
- 打上日：2001年10月18日
- 発射可能時間帯：18:51～19:06（GMT）、14:51～15:06（東部標準時）
- 使用ロケット：デルタII
- 発射場：カリフォルニア州ヴァンデンバーグ空軍基地SLC-2W発射台
- 空軍認証名：クイックバード2（Quickbird 2）[3]

契約企業は、ボール航空宇宙技術社、コダック、フォッカー等である。

## クイックバード1
クイックバード1号機は、アース・ウォッチ社（現デジタルグローブ社）によって2000年11月にロシアのプレセツク宇宙基地からコスモス3Mロケットで打ち上げられたが、軌道に到達することができず失敗した。

## クイックバード2
クイックバード2号機は、2001年10月18日にデルタ2ロケットで打ち上げられた。当初、高度600kmから分解能1mを狙う予定であったが、2001年初めに高度を450kmまで下げることにより、分解能を61cmにまで上げることにした。クイックバード2号機は長く運用されたが、2015年1月末に再突入した。

## 諸元

### 検知器
- 解像能力60cm（天底）パンクロマチックフィルム
- 改造能力2.4m（天底）多波長カメラ
  - MSチャンネル：青（450-520nm）、緑（520-600nm）、赤（630-690nm）、近赤外線（760-900nm）

### 撮影可能範囲
- 通常撮影範囲：16.5km（天底）
- 近接撮影範囲：衛星軌道から544km以内（天底30°以内）
- 撮影可能範囲：
  - 一回あたり：16.5km×16.5km
  - 連続：16.5km×165km

### 軌道
- 高度：450km（98°太陽同期軌道）
- 地上の同一地点への回帰：1日から3.5日。60cmの解像度が実現できるかは緯度による。
- 軌道周回時間：93.4分

### 記憶容量
- 128ギガバイト（約57枚分の写真が記憶可能）

### 機体
- 燃料：7年分を搭載
- 重量950kg、全長3.04m